# جيم غرين (لاعب كرة قاعدة)
جيم غرين (بالإنجليزية: Jim Green)‏ هو لاعب كرة قاعدة أمريكي، ولد في 22 مايو 1854 في مقاطعة ويندهام في الولايات المتحدة، وتوفي في 12 ديسمبر 1912 في كليفلاند في الولايات المتحدة.

## وصلات خارجية
- جيم غرين على موقعبيزبول رفرنس.كوم (الدوري الرئيسي) (الإنجليزية)
- جيم غرين على موقعبيزبول رفرنس.كوم (الدوري الثانوي) (الإنجليزية)